# Holubice (Ptení)
Holubice (německy Taubenfurth) je malá vesnice, část obce Ptení v okrese Prostějov. Nachází se asi 1,5 km na jihovýchod od Ptení. V roce 2009 zde bylo evidováno 19 adres. V roce 2001 zde trvale žilo 30 obyvatel.
Holubice leží v katastrálním území Ptení o výměře 18,52 km2.

## Název
Název vesnice byla při založení (1785) pojmenována Taubenfurt (doslova "Holubí brod") podle komisaře Jana Taubera z Taubenfurtu. Do češtiny byl název částečně přeložen jako Holubice.

## Obyvatelstvo

### Struktura
Vývoj počtu obyvatel za celou obec i za jeho jednotlivé části uvádí tabulka níže, ve které se zobrazuje i příslušnost jednotlivých částí k obci či následné odtržení.
| Místní části   | Místní části  | 1869 | 1880 | 1890 | 1900 | 1910 | 1921 | 1930 | 1950 | 1961 | 1970 | 1980 | 1991 | 2001 | 2011 |
| -------------- | ------------- | ---- | ---- | ---- | ---- | ---- | ---- | ---- | ---- | ---- | ---- | ---- | ---- | ---- | ---- |
| Počet obyvatel | část Holubice | 72   | 80   | 84   | 98   | 104  | 87   | 90   | 74   | 77   | 84   | 74   | 44   | 30   | 36   |
| Počet domů     | část Holubice | 13   | 15   | 16   | 17   | 18   | 19   | 19   | 22   | 0    | 20   | 16   | 17   | 17   | 17   |

## Fotogalerie

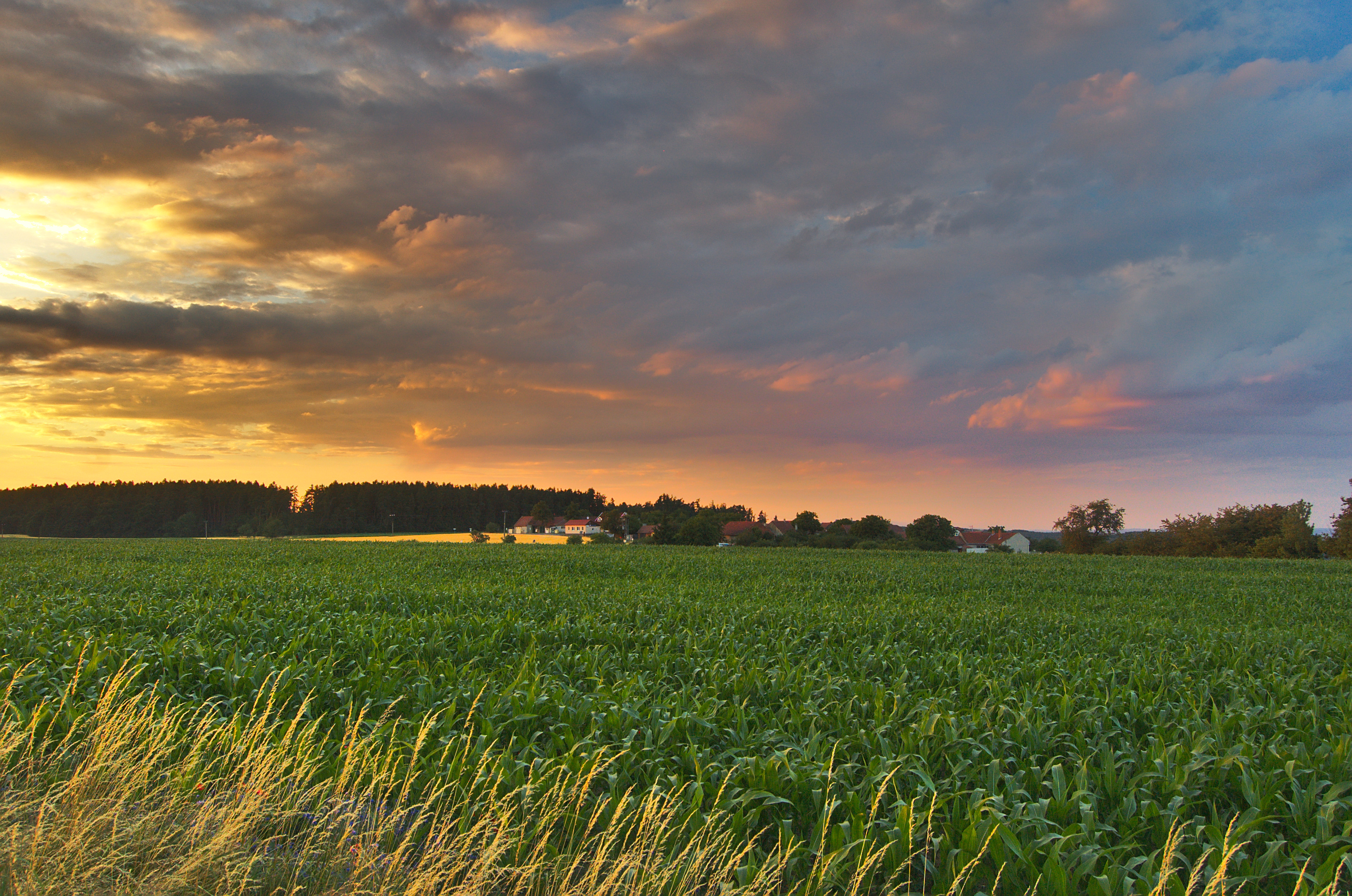
Západ slunce nad Holubicemi
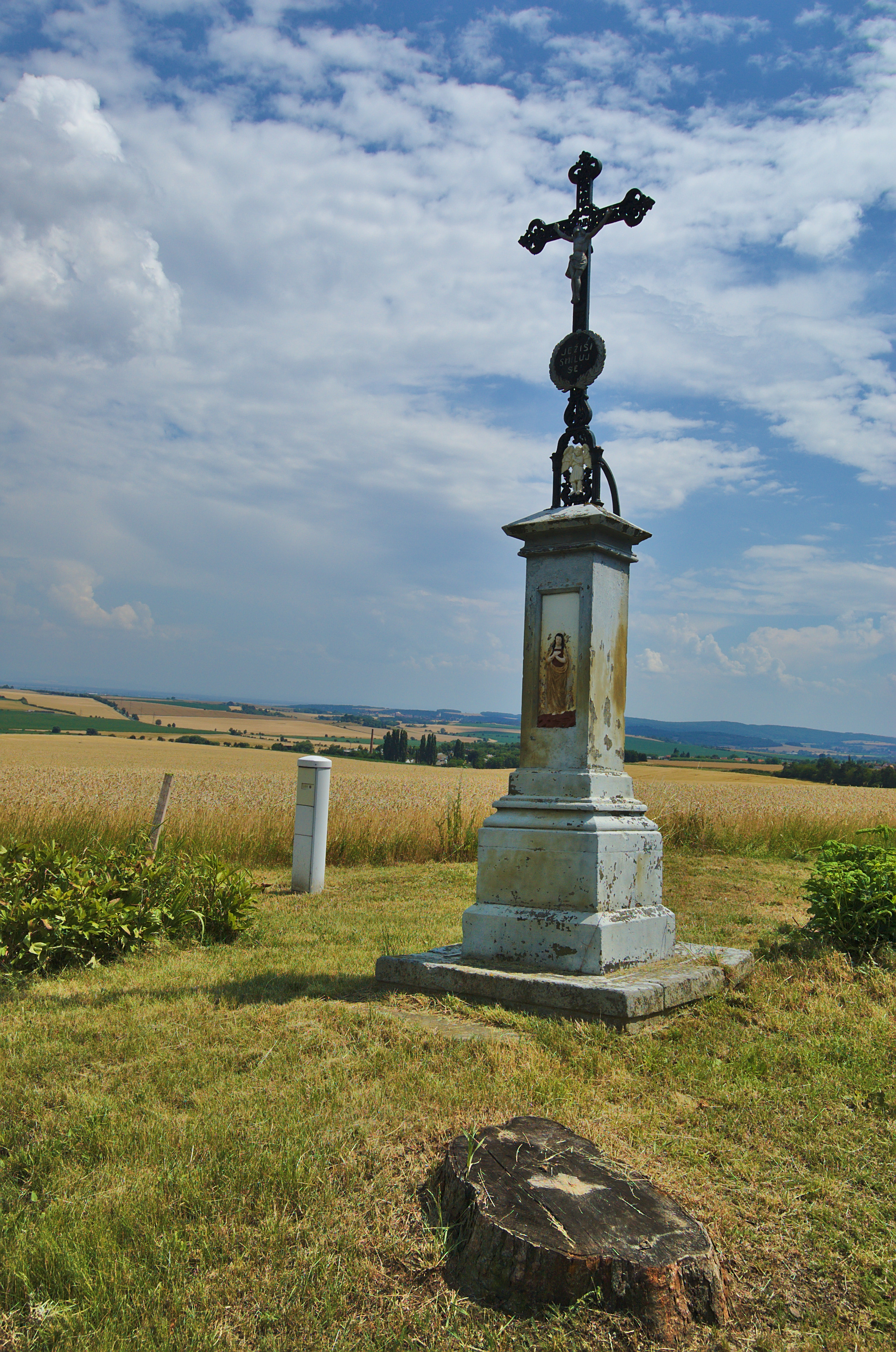
Kříž za obcí směrem na Ptení
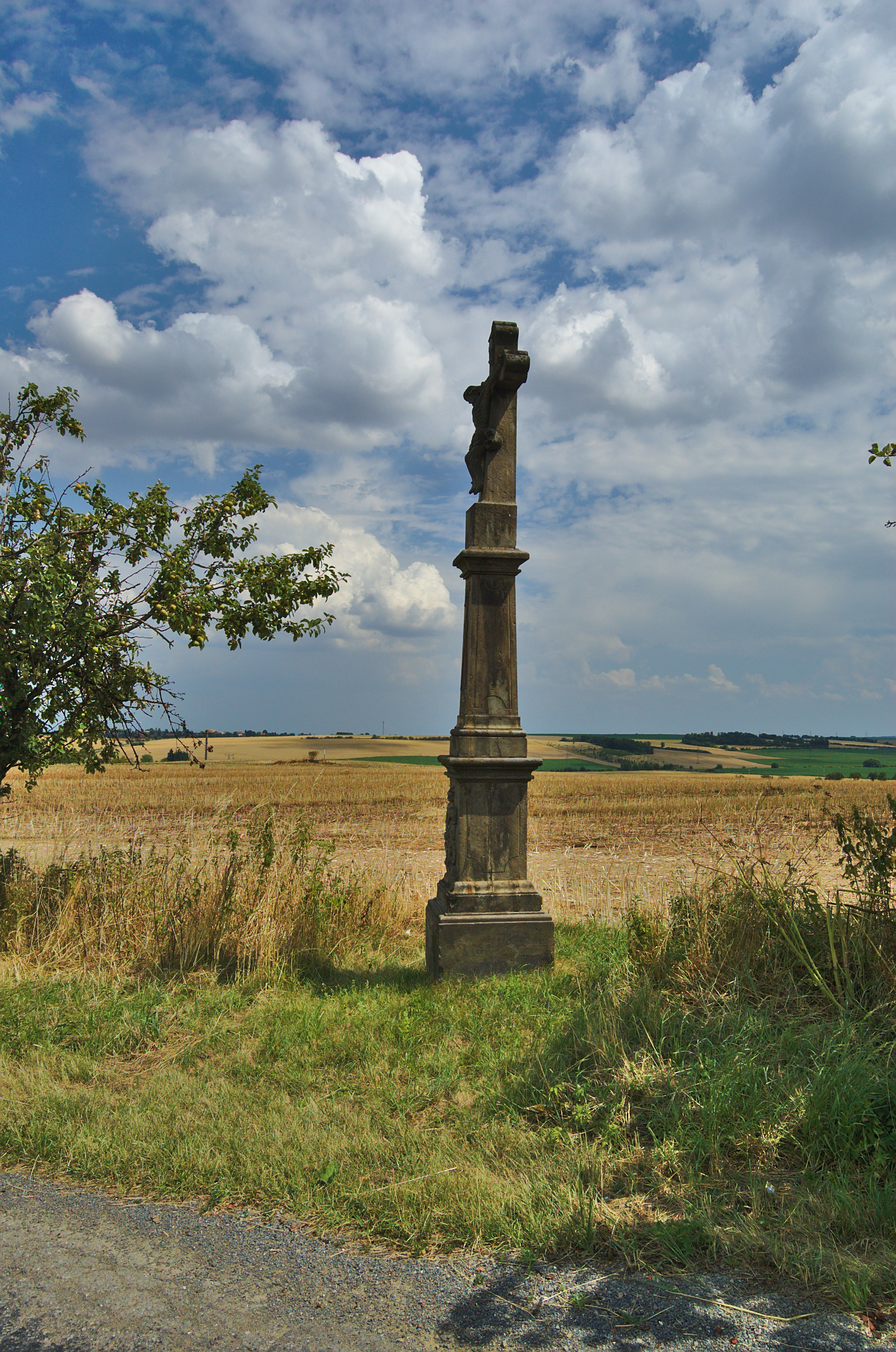
Kříž mezi Holubice a Ptením